# Gajanuru, Shimoga
Gajanuru là một làng thuộc tehsil Shimoga, huyện Shimoga, bang Karnataka, Ấn Độ.